# Behafarid Ghafarian
Behafarid Ghafarian (persisch به‌آفرید غفاریان; * 20. Januar 1994 in Teheran) ist eine iranische Schauspielerin.

## Leben und Karriere
Ghafarian wurde am 20. Januar 1994 in Teheran geboren. Ihre Schauspielausbildung absolvierte sie an der Soore-Universität in Teheran, wo sie Theater studierte. Ihre Theaterkarriere begann 2013 mit der Rolle der Anya in Anton Tschechows Der Kirschgarten unter der Regie von Hasan Majouni. Bekannt wurde sie durch ihre Hauptrolle im Film Sophie & The Mad. Unter anderem spielte sie 2018 in Dressage mit. Unter anderem trat sie 2023 in Endless Border auf. Im selben Jahr wurde Ghafarian für die Serie Accomplice gecastet.

## Filmografie
- 2017: Sophie & the Mad
- 2018: Dressage
- 2019: A Man without a Shadow
- 2023: Endless Border
- 2023: Axcomplice (Fernsehserie)
- 2025: 1001 Frames

## Theater
- 2014: Der Kirschgarten
- 2015: The Lieutenant of Inishmore
- 2017: Drei Schwestern
- 2018: The Verb
- 2020: Sunday Dinner